# Sergei Alexandrowitsch Scharow
Sergei Alexandrowitsch Scharow (russisch Сергей Александрович Шаров; * 29. Juni 1945 in Swerdlowsk) ist ein sowjetisch-russischer Architekt und Bildhauer.

## Leben
Scharow studierte am Moskauer Architektur-Institut (MArchI) mit Abschluss 1969. Darauf arbeitete er als Architekt im Moskauer Projektierungsinstitut Mosprojekt Nr. 1 im Atelier Nr. 12 (bis 1981).
1971 wurde Scharow Hauptkünstler des Marx-Engels-Museums des Moskauer Instituts für Marxismus-Leninismus beim ZK der KPdSU. 1978–1984 war er Künstler-Projektierer des Kunst-Kombinats des Moskauer Kunstfonds (MChF).
Seit 1976 nimmt Scharow ständig an den Ausstellungen der Gruppe 20 Moskauer Künstler teil.
Scharow gehörte mit Iulian und Alexander Rukawischnikow zu den Gründungsmitgliedern der 1988 gegründeten ersten unabhängigen Moskauer Künstlervereinigung und Galerie M'ARS, die ein Kunstzentrum für die Veranstaltung von Ausstellungen wurde.
2009 wurde Scharow von der Architektur-Abteilung der Russischen Akademie der Künste zum Korrespondierenden Mitglied gewählt. Werke Scharows befinden sich in der Tretjakow-Galerie, im Russischen Museum und in vielen in- und ausländischen Sammlungen.

## Werke (Auswahl)

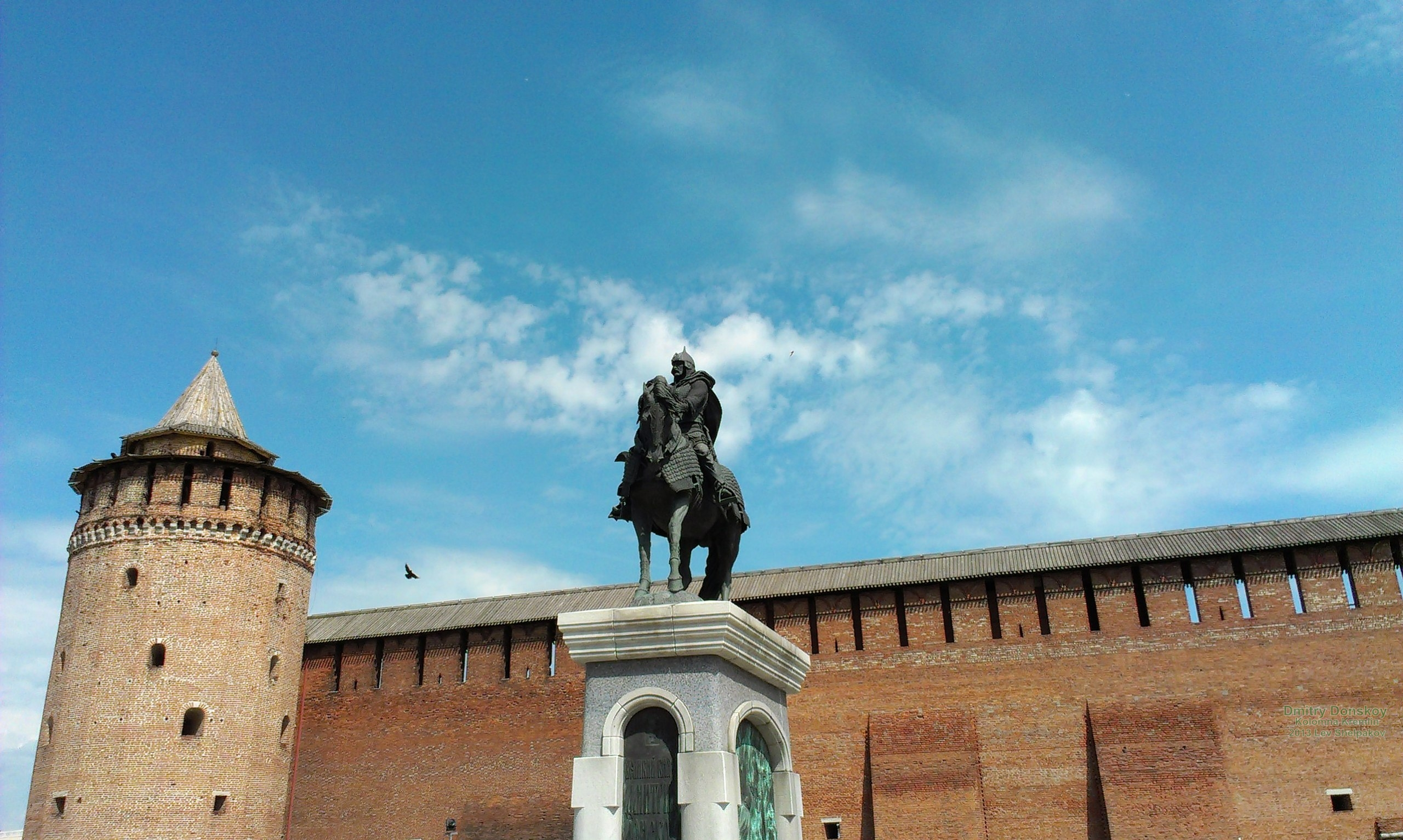
Dmitri-Donskoi-Denkmal (2007) vor dem Marinkina-Turm des Kreml von Kolomna
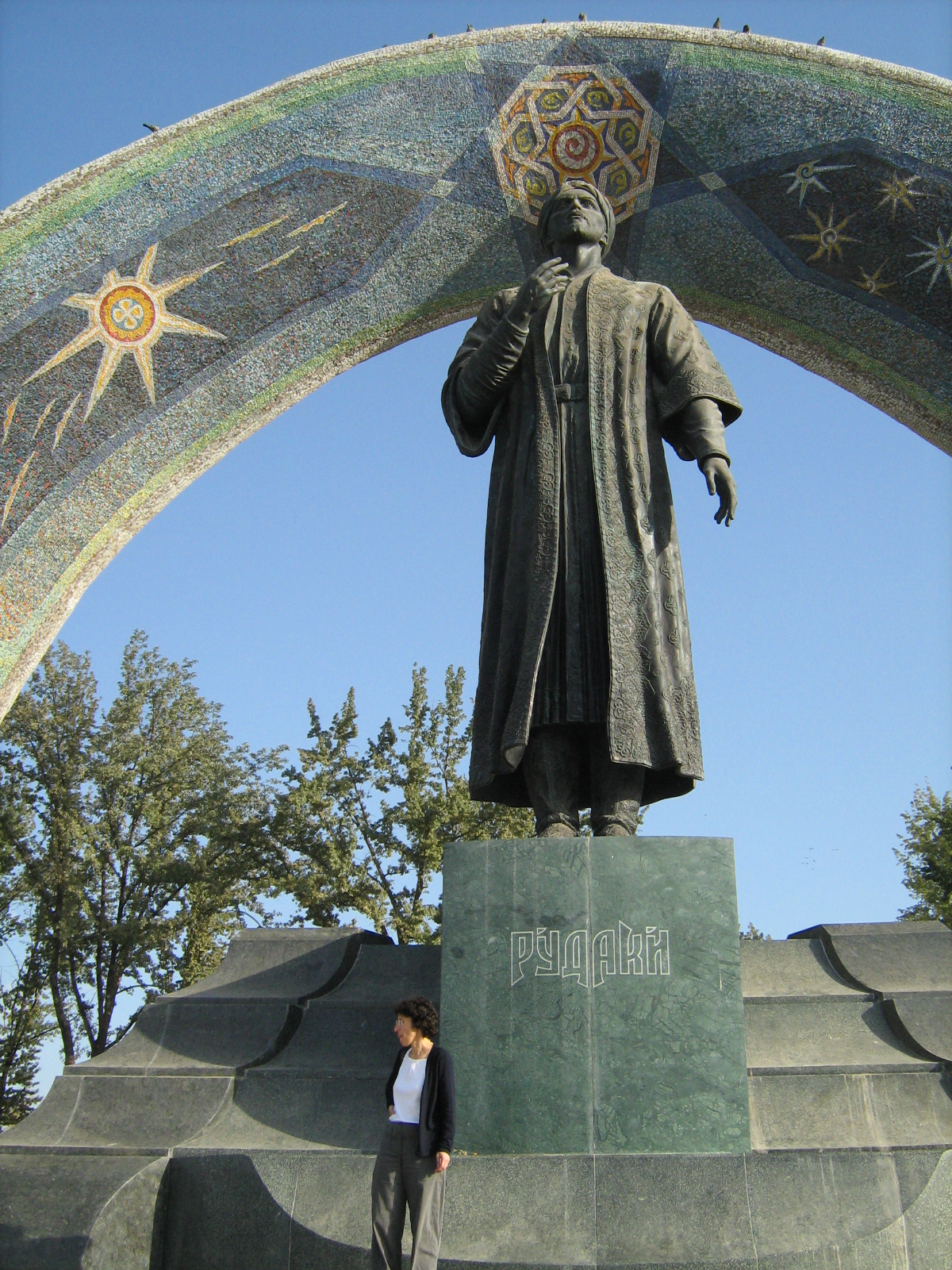
Rudaki-Denkmal (2008), Duschanbe
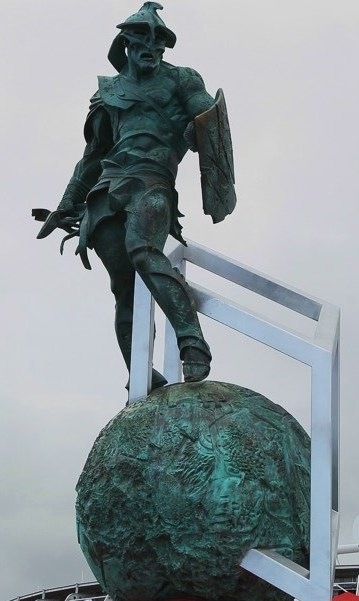
25-m-hohe Skulptur des Gladiators Spartacus (2014 mit Alexander Rukawischnikow) vor dem Eingang des Moskauer Spartak-Stadions